# Listă de filme idol: K
Aceasta este o listă de filme idol în ordine alfabetică. Vedeți Listă de filme idol pentru lista principală.
| Film | An        | Regizor                                   | Surse                |
| --- | --------- | ----------------------------------------- | -------------------- |
| Kafka | 1991      | Steven Soderbergh                         | [ 1 ]                |
| Kairo (Pulse) | 2001      | Kiyoshi Kurosawa                          | [ 2 ]                |
| Kaminey (The Scoundrels) | 2009      | Vishal Bhardwaj                           | [ 3 ]                |
| Kanashimi no Belladonna (Belladonna of Sadness) | 1973      | Eiichi Yamamoto                           | [ 4 ]                |
| Karz (The Debt) | 1980      | Subhash Ghai                              | [ 5 ]                |
| The Keep | 1983      | Michael Mann                              | [ 6 ] [ 7 ]          |
| A Kenguru (The Kangaroo) | 1975      | János Zsombolyai                          | [ 8 ]                |
| The Kentucky Fried Movie | 1977      | John Landis                               | [ 9 ] [ 10 ]         |
| Khosla Ka Ghosla (Khosla's Nest) | 2006      | Dibakar Banerjee                          | [ 11 ]               |
| Kick-Ass | 2010      | Matthew Vaughn                            | [ 12 ]               |
| Kicking and Screaming | 1995      | Noah Baumbach                             | [ 13 ] [ 14 ] [ 15 ] |
| Kids | 1995      | Larry Clark                               | [ 16 ] [ 17 ]        |
| The Kids Are All Right | 2010      | Lisa Cholodenko                           | [ 18 ]               |
| Kids in the Hall: Brain Candy | 1996      | Kelly Makin                               | [ 19 ] [ 20 ]        |
| Kiler (The Hitman) | 1997      | Juliusz Machulski                         | [ 21 ]               |
| Kill Bill | 2003–2004 | Quentin Tarantino                         | [ 22 ] [ 23 ]        |
| The Kill-Off | 1990      | Maggie Greenwald                          | [ 24 ]               |
| The Killer | 1989      | John Woo                                  | [ 25 ]               |
| Killer Klowns from Outer Space | 1988      | Stephen Chiodo                            | [ 26 ]               |
| The Killer Shrews | 1959      | Ray Kellogg                               | [ 27 ]               |
| The Killing | 1956      | Stanley Kubrick                           | [ 28 ]               |
| The Killing of Sister George | 1968      | Robert Aldrich                            | [ 29 ]               |
| Kin-dza-dza! | 1986      | Georgiy Daneliya                          | [ 30 ] [ 31 ]        |
| King Kong | 1933      | Merian C. Cooper and Ernest B. Schoedsack | [ 28 ]               |
| The King of Comedy | 1983      | Martin Scorsese                           | [ 32 ] [ 33 ]        |
| King of New York | 1990      | Abel Ferrara                              | [ 34 ]               |
| The King of Kong: A Fistful of Quarters | 2007      | Seth Gordon                               | [ 35 ]               |
| Kingpin | 1996      | Farrelly brothers                         | [ 36 ]               |
| Kingsajz | 1987      | Juliusz Machulski                         | [ 37 ]               |
| Kingsman: The Secret Service | 2014      | Matthew Vaughn                            | [ 38 ]               |
| Kiss Daddy Goodnight | 1987      | Peter Ily Huemer                          | [ 39 ]               |
| Kiss Kiss Bang Bang | 2005      | Shane Black                               | [ 40 ] [ 41 ]        |
| Kiss Me Deadly | 1955      | Robert Aldrich                            | [ 28 ]               |
| Kiss Meets the Phantom of the Park | 1978      | Gordon Hessler                            | [ 42 ]               |
| Kit Kat | 1991      | Daoud Abdel Sayed                         | [ 43 ]               |
| Kite | 1998      | Yasuomi Umetsu                            | [ 44 ]               |
| Klątwa Doliny Węży (Curse of Snakes Valley) | 1987      | Marek Piestrak                            | [ 45 ]               |
| The Knack...and How to Get It | 1965      | Richard Lester                            | [ 46 ]               |
| A Knight's Tale | 2001      | Brian Helgeland                           | [ 47 ]               |
| Knightriders | 1981      | George A. Romero                          | [ 48 ]               |
| Kōkaku Kidōtai Gōsuto In Za Sheru (Ghost in the Shell)                                                                                               | 1995      | Mamoru Oshii                              | [ 49 ] [ 50 ]        |
| Konchû Daisensô (War of the Insects, also known as Genocide)                                                                                         | 1967      | Kazui Nihonmatsu                          | [ 51 ]               |
| Kondom des Grauens (Killer Condom) | 1996      | Martin Walz                               | [ 52 ]               |
| Kontroll | 2003      | Nimród Antal                              | [ 53 ] [ 54 ]        |
| Koroshi no Rakuin (Branded to Kill) | 1967      | Seijun Suzuki                             | [ 55 ]               |
| Koroshiya Ichi (Ichi the Killer) | 2001      | Takashi Miike                             | [ 56 ]               |
| Kouř (Smoke) | 1991      | Tomáš Vorel                               | [ 57 ]               |
| Kōya no Datchi Waifu (Inflatable Sex Doll of the Wastelands, also known as Horror Doll, Dutch Wife of the Wasteland and Dutch Wife of the Wasteland) | 1967      | Atsushi Yamatoya                          | [ 58 ]               |
| Koyaanisqatsi | 1982      | Godfrey Reggio                            | [ 51 ] [ 59 ] [ 60 ] |
| Kozure Ōkami (Shogun Assassin) | 1980      | Robert Houston                            | [ 61 ] [ 62 ]        |
| Krull | 1983      | Peter Yates                               | [ 63 ]               |
| Kung Fu Hustle | 2004      | Stephen Chow                              | [ 64 ]               |
| Kung Pow! Enter the Fist | 2002      | Steve Oedekerk                            | [ 65 ]               |
| Kuryer (Courier) | 1986      | Karen Shakhnazarov                        | [ 66 ]               |
| Kyonyū Doragon: Onsen Zonbi vs Sutorippaa (Big Tits Zombie)                                                                                          | 2010      | Takao Nakano                              | [ 67 ]               |
| Kyuketsuki Gokemidoro (Goke, Body Snatcher from Hell)                                                                                                | 1968      | Hajime Sato                               | [ 51 ] [ 68 ]        |
| Kyūketsu Dokurosen (The Living Skeleton) | 1968      | Hiroshi Matsuno                           | [ 51 ]               |